# Морабито, Джузеппе
Джузе́ппе Мораби́то (итал. Giuseppe Morabito; род. 15 августа 1934, Африко, Калабрия) — итальянский преступник и босс клана Ндрангеты. С 1992 года до момента его ареста в 2004 году он входил в список самых разыскиваемых преступников в Италии.

## Значимость в криминальных кругах
Джузеппе Морабито был важной фигурой в Ндрангете. По некоторым источникам во время второй войны между кланами ндрангеты (1985—1991), он был председателем на заседаниях, которые проводились ежегодно в Территориальном аббатстве и святилище Санта-Мария-ди-Польси, а позже — в Африко.
О нём сложился образ как об одном из высокопоставленных членов провинциальной комиссии Ндрангеты, образованной перед окончанием второй войны внутри Ндрангеты, в сентябре 1991 года, чтобы избежать дальнейших внутренних конфликтов между кланами преступной организации
Когда он был арестован в феврале 2004 года, президент парламентской антимафийской комиссии Роберто Сентаро, заявил, что задержание Джузеппе Морабито было более значимым, чем задержание босса сицилийской мафии Бернардо Провенцано.

## Начало криминального пути
Впервые Джузеппе Морабито был привлечён к уголовной ответственности в 1952 году за незаконный захват и повреждение зданий, незаконное владение оружием и совершение насилия в отношении других лиц. В 1967 году его обвинили в том, что он был главным виновником резни в Локри, в которой были убиты три члена соперничающего клана, но в 1971 году он был оправдан, так как доказательств было недостаточно.
В конце 1980-х годов Морабито стал главой Ндрангеты в Африко, после междоусобицы местных кланов Морабито-Моллика и Сперанза-Паламара-Скрива
Морабито стал скрываться от полиции в 1992 году, после обвинения его в незаконном обороте наркотиков..

## Арест
Джузеппе Морабито был арестован 18 февраля 2004 года, вместе со своим зятем Джузеппе Пансерой, и ещё одним беглецом. Морабито был вооружён, но не оказывал сопротивления при задержании. Офицеров, которые его задерживали, он попросил обращаться с ним хорошо. Он был в розыске 12 лет, за подозрение в создании международного канала контрабанды наркотиков.

## Семья
Сын — Рокко Морабито. Возглавил клан после ареста отца в феврале 2004 года. Арестован в 2010 году.
Родственник — Рокко Морабито, «Кокаиновый король Милана», член Ндрангеты.